# Königspinguin

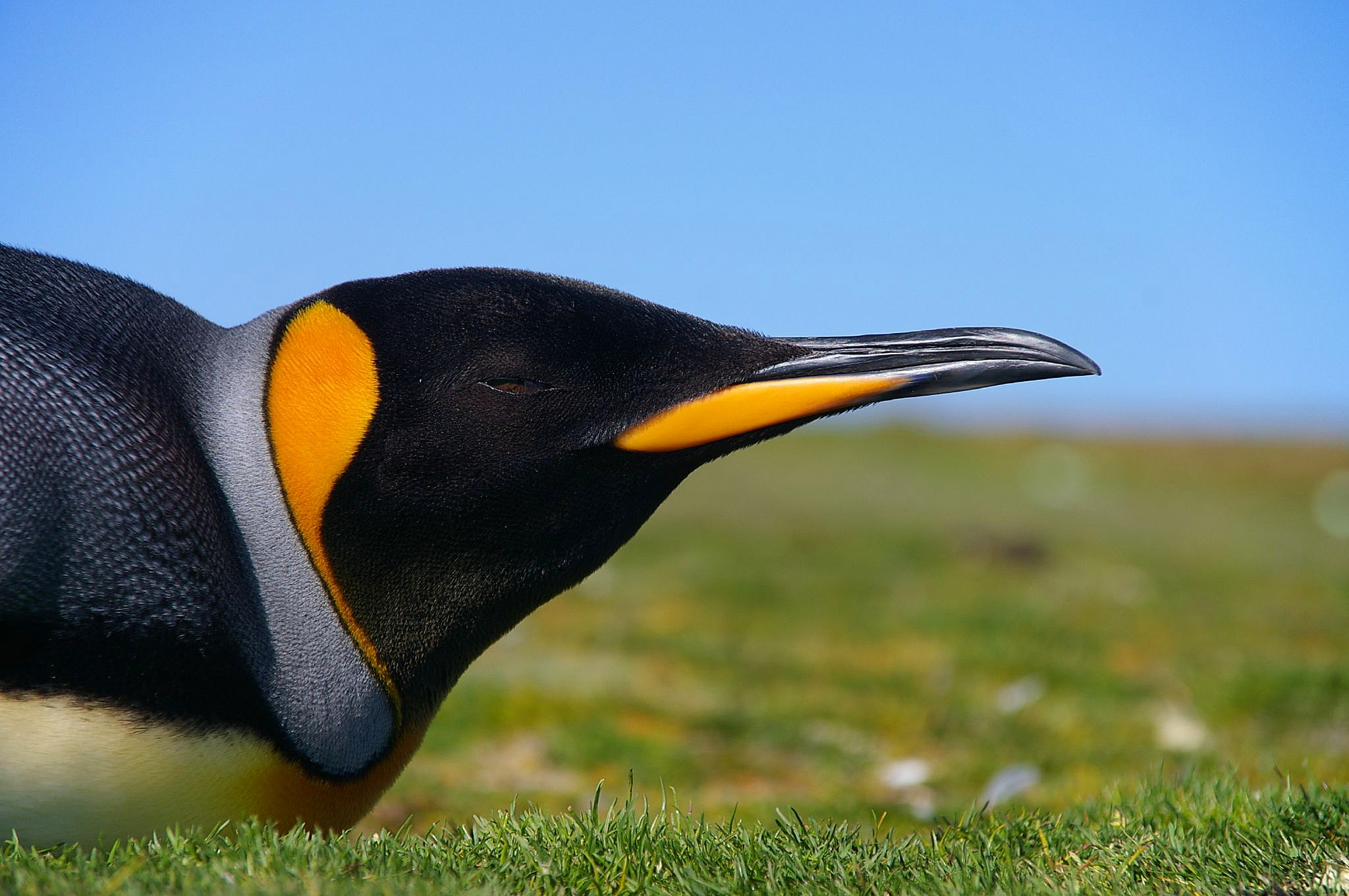
Kopf eines Königspinguins

Der Königspinguin (Aptenodytes patagonicus) ist nach dem Kaiserpinguin (Aptenodytes forsteri) die zweitgrößte Art der Pinguine (Spheniscidae) und wird zusammen mit dem Kaiserpinguin zu der Gattung der Großpinguine (Aptenodytes) gezählt. Es werden derzeit für den Königspinguin zwei Unterarten unterschieden.
Die Bestandssituation des Königspinguins wurde 2016 in der Roten Liste gefährdeter Arten der IUCN als „Least Concern (LC)“ = „nicht gefährdet“ eingestuft.

## Erscheinungsbild
Ein ausgewachsener Königspinguin erreicht eine Körperlänge zwischen 85 und 95 Zentimeter und wiegt zwischen 10 und 16 Kilogramm. Ein auffälliger Sexualdimorphismus besteht nicht, Weibchen sind aber tendenziell etwas kleiner und leichter. Auf Grund der Körpergröße besteht eine Verwechslungsmöglichkeit nur mit dem Kaiserpinguin. Bei dieser Art sind die gelborangen Gefiederpartien jedoch weniger leuchtend und nicht so deutlich klar eingegrenzt wie beim Königspinguin. Der Unterschnabel ist beim Kaiserpinguin außerdem rötlicher.
Adulte Königspinguine haben einen schwarzen Kopf, eine schwarze Kehle und Kinn. Frisch gemausertes Gefieder glänzt grünlich. Auffallend sind bei Adulten die leuchtend gelborangen Flecken an den hinteren Kopfseiten. Sie setzen sich als dünne Linie um den Hals bis zur Vorderbrust fort. Die Körperoberseite ist vom Nacken bis zum Schwanz silbrig graublau. Abgenutztes Gefieder kurz vor der Mauser wird matter und bräunlicher. Ein schwarzer, maximal ein Zentimeter breiter Streifen verläuft von der Kehle bis in Höhe der Flossen. Die Vorderbrust ist gelborange und hellt in Richtung der weißen Unterbrust auf. Die übrige Körperunterseite ist weiß. Die Flossen sind auf der Unterseite weiß mit einer schwarzen Spitze.
Der Schnabel ist zwischen 11,4 und 13,7 Zentimeter lang und sehr schmal. Der Oberschnabel ist schwärzlich, der Unterschnabel ist bei den meisten Individuen auf zwei Drittel der Länge auffällig orange. Die Füße und Beine sind dunkel schwarzgrau. Die Iris ist braun.
Noch nicht geschlechtsreife Königspinguine ähneln den adulten, bei ihnen sind die gelborangen Federpartien jedoch weniger leuchtend, die Kehle ist noch grauweiß und die Federn auf dem Oberkopf haben graue Enden. Sie mausern in das Federkleid der adulten Vögel am Beginn ihres dritten Lebensjahres. Küken sind anfangs mit graubraunen Dunen befiedert. Sie mausern dann in ein dichtes, braunes Federkleid, das sie bis zu ihrem zehnten bis zwölften Lebensmonat tragen. Ihr Schnabel ist schwarz.

## Stimme
Königspinguine können sich an ihren Rufen gegenseitig erkennen. Der Kontaktruf ist einsilbig und währt 0,4 bis 0,8 Sekunden. Er ist häufig von Vögeln zu hören, die gerade an Land gegangen sind. Typischerweise weisen rufende Königspinguine mit dem Schnabel nach oben. Lautäußerungen des Königspinguins, die bei der Balz eine Rolle spielen, sind mehrsilbig. Grundsätzlich lassen sich zwei Rufe unterscheiden, die vor allem in der Ruflänge unterschiedlich sind. Die kurzen Rufe sind vor allem im Zeitraum der Paarbildung zu hören und werden meist von einem noch nicht verpaarten Königspinguin gerufen. Die langen Rufe sind vor allem gegen Ende der Balzzeit zu hören, wenn die Paarbindungen bereits bestehen. Sie dienen dazu, den Partnervogel innerhalb der Kolonie wiederzufinden. Drohrufe sind sehr kurz und abgehackt. Sie werden in der Regel geäußert, bevor ein Vogel nach dem anderen hackt. Die Rufe der Küken haben eine Dauer von weniger als eine halbe Sekunde. Nur die jeweiligen Elternvögel reagieren auf sie. In den Kolonien finden Küken und Elternvögel durch diese Kontaktrufe zueinander.

## Verbreitung

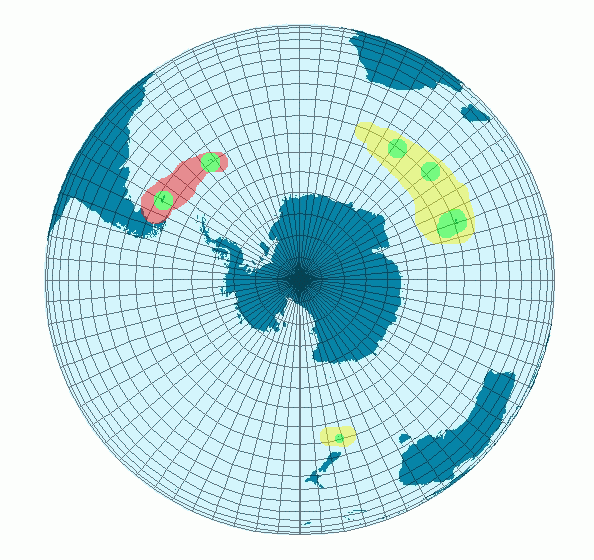
Lebensräume der Königspinguine

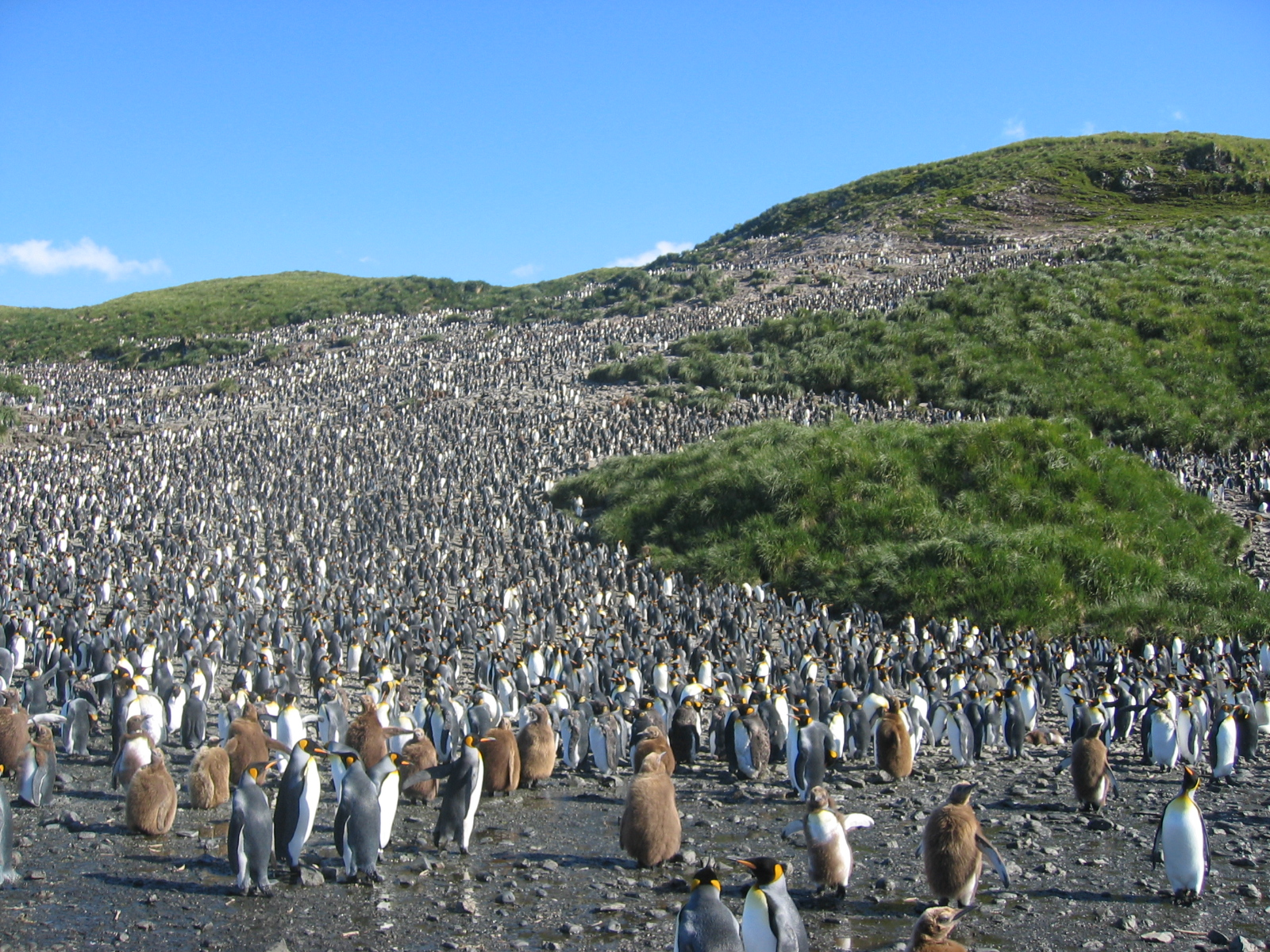
Große Kolonie (rund 60.000 Brutpaare) von Königspinguinen in Südgeorgien

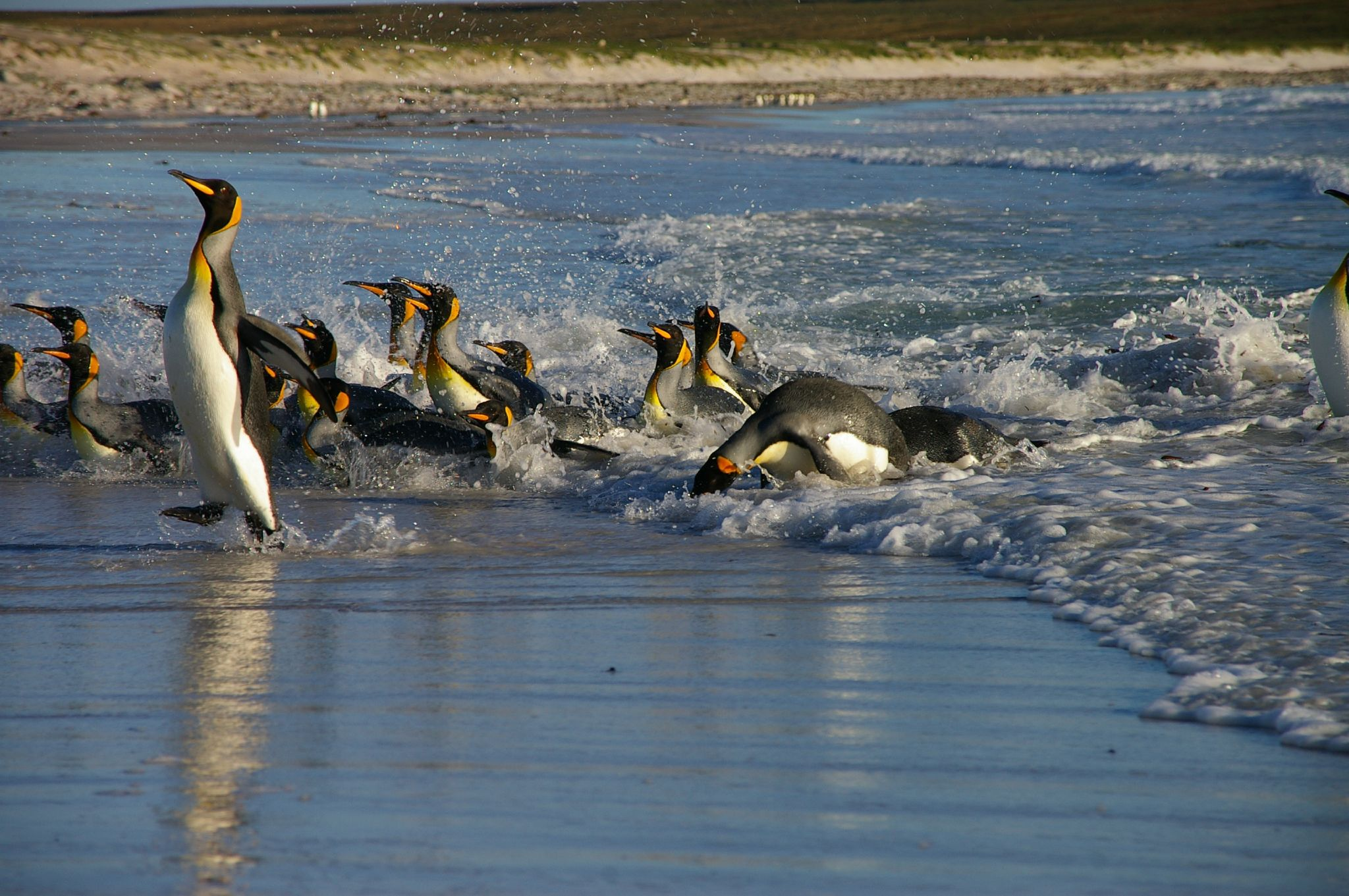
Eine Königspinguingruppe kehrt an Land zurück, Westfalkland

Der Königspinguin existiert in zwei Unterarten: Aptenodytes patagonicus patagonicus und Aptenodytes patagonicus halli. Auf der nebenstehenden Karte entsprechen die rot markierten Bereiche den Lebensräumen der Unterart patagonicus, die gelben Zonen denen der Unterart halli. Grün markiert die Aufzuchtsgebiete. Grundsätzlich leben Königspinguine in treibeisfreien Gewässern. Alle Brutkolonien liegen nördlich der normalen Treibeisgrenze.
Der Königspinguin brütet auf subantarktischen Inseln zwischen dem 45 und 55° S. Brutkolonien befinden sich zum Beispiel auf Südgeorgien, auf der Macquarie-Insel und der Heard-Insel, den Kerguelen, den Prinz-Edward-Inseln und den französischen Crozetinseln. Auf der Marion-Insel ist die Art ebenfalls vertreten. Kleine Bestände finden sich auch auf den Falklandinseln, wo sie gewöhnlich in der Nähe von Eselspinguinen brüten. In Patagonien kamen sie – ungeachtet ihres wissenschaftlichen Namens – lange Zeit nicht mehr vor, gelegentlich finden sich jedoch während der Mauser erwachsene Tiere auf der Isla de los Estados ein. Bis ca. 1980 existierte hier auch eine Brutkolonie, die jedoch mittlerweile erloschen ist.  Eine kleine Kolonie von etwa 40 Königspinguinen siedelt sich gerade an der Magellanstraße, auf Feuerland wieder an. Brutkolonien finden sich in der Regel an sanft geneigten Küstenabschnitten. Der jeweilige Standort ist häufig geschützt und sonnenexponiert. Die meisten Kolonien finden sich in der Nähe des Strandes, auf den Crozetinseln befindet sich jedoch eine Brutkolonie 1,3 Kilometer vom Strand entfernt im Binnenland. Einzelne Tiere halten sich manchmal auf den Südlichen Sandwichinseln und auf den Südlichen Orkneyinseln auf.
Das Verbreitungsgebiet außerhalb der Brutzeit ist bislang nur ungenau bekannt. Sie halten sich dann vermutlich in subantarktischen und antarktischen Gewässern auf. Irrgäste erreichen die Antarktische Halbinsel, Antarktika sowie Südafrika, Australien und Neuseeland.

## Bestand
Der Bestand in der Subantarktis wurde 2004 auf rund drei Millionen Königspinguine geschätzt. Der Bestand gilt mittlerweile als stabil. Die Bestände haben in den letzten Jahren in allen Brutkolonien zugenommen, nachdem es während des 19. und 20. Jahrhunderts aufgrund der Seehundjagd und des Abschlachtens der erwachsenen Tiere zur Ölgewinnung aus der reichen Fettschicht zu deutlichen Bestandsrückgängen kam. Auf den Falklandinseln wurde die Art 1870 sogar zeitweilig ausgelöscht. Heute brüten dort wieder bis zu 200 Brutpaare. Vermutlich auch auf Heard erloschen die Brutbestände vollständig, die Insel wurde etwa um das Jahr 1963 von Königspinguinen wieder besiedelt und hat in den Jahren danach wieder große Populationszahlen erreicht. Eine Brutkolonie auf dieser Insel zählte 1963 sechs Brutpaare. 1988 wurden hier wieder 6256 Brutpaare gezählt. Auf der Macquarie-Insel nahm die Zahl der in einer Brutkolonie gezählten Küken zwischen 1930 und 1980 sogar um das 78-fache zu. Königspinguine gelten derzeit als nicht gefährdet, allerdings besteht in Südgeorgien die Möglichkeit, dass sich die dortige Fischerei ungünstig auf das verfügbare Nahrungsangebot auswirken könnte. Die einst weltgrößte Brutkolonie von Königspinguinen auf der Cochons-Insel im Archipel der Crozetinseln verzeichnet seit 1982 eine Abnahme von 88 Prozent, sie besteht nur noch aus etwa 60.000 Exemplaren.
Königspinguine werden in zahlreichen großen Zoologischen Gärten gezeigt. Zu den europäischen Zoos, die Königspinguine halten, gehören unter anderem die in München, Berlin, Hamburg, Wuppertal, Basel, Zürich, Wien, Antwerpen, Brest und Edinburgh.

## Nahrung und Nahrungserwerb
Königspinguine sind wie alle anderen Pinguine flugunfähig. Ihre Flügel sind zu schmalen, aber kräftigen Flossen umgestaltet und an ein Leben im Meer angepasst. Königspinguine können Tauchtiefen über 100 Meter erreichen und mehrere Minuten unter Wasser bleiben. 150 Tauchgänge pro Tag, mehr als die Hälfte in Tiefen von über 50 Metern, sind bemerkenswert. Der Sauerstoff-Nachschub unter Wasser wird durch Myoglobin, ein dem Hämoglobin verwandtes Muskelprotein, gewährleistet. Grundsätzlich tauchen Königspinguine während des Tages tiefer, während der Nacht halten sie sich in Gewässerregionen von unter 30 Meter Tiefe auf. Tauchgänge dauern im Durchschnitt 5,5 Minuten.
Königspinguine ernähren sich von kleinen Fischen, Krill und Tintenfischen. Pro Jagd können sie bis zu 20 kg Meerestiere fressen. Ihre Hauptnahrungsgebiete liegen auf dem offenen Meer. Brutvögel der Crozetinsel suchen während der Fortpflanzungszeit ihre Nahrung in einer Entfernung von einem bis dreißig Kilometer von der jeweiligen Brutkolonie. Einzelne Brutvögel wurden auch noch mehr als 200 Kilometer von der Kolonie beobachtet. Im Schnitt schwammen die Brutvögel 28 Kilometer, bevor sie das erste Mal nach Nahrung tauchten.
Königspinguine sind sehr gesellig, jagen in Gruppen und bilden zum Brüten zum Teil große Kolonien mit zehntausenden Tieren. An Land haben ausgewachsene Königspinguine keine natürlichen Feinde zu fürchten. Einzig ihre Eier und kleinen Jungen müssen sie vor gelegentlichen Angriffen von Riesensturmvögeln (Macronectes giganteus und Macronectes halli) beschützen. Im Meer lauert das größere Gefahrenpotential in Form von Schwertwalen und von Seeleoparden.

## Fortpflanzung

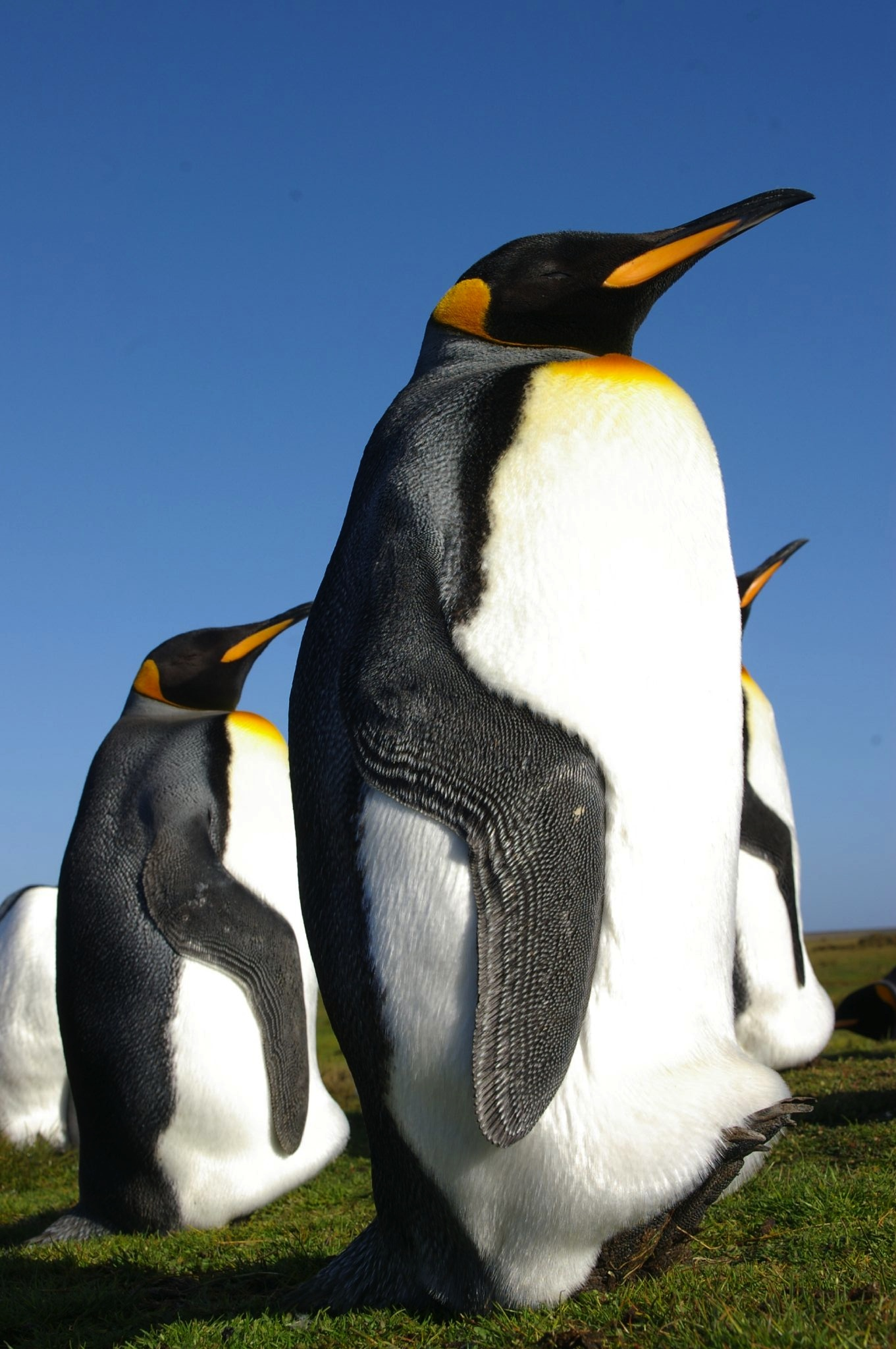
Königspinguine beim Brüten mit gut sichtbarer Hautfalte über den Füßen

Mit dem dritten Lebensjahr werden Königspinguine geschlechtsreif. Aufgrund der harten klimatischen Rahmenbedingungen für die Nachwuchsaufzucht sind Königspinguine während eines Brutzyklus streng monogam. Ein vollständiger Brutzyklus dauert bei den Königspinguinen nahezu vierzehn Monate, deshalb ist es ihnen nicht möglich, alljährlich wie sonst bei Vögeln üblich eine Brut durchzuführen. Sie kommen, wenn alles gut verläuft, auf zwei Junge in drei Jahren. Sie brüten bevorzugt auf flachen Küstenabschnitten hinter Sandstränden in unmittelbarer Reichweite des Meeres.

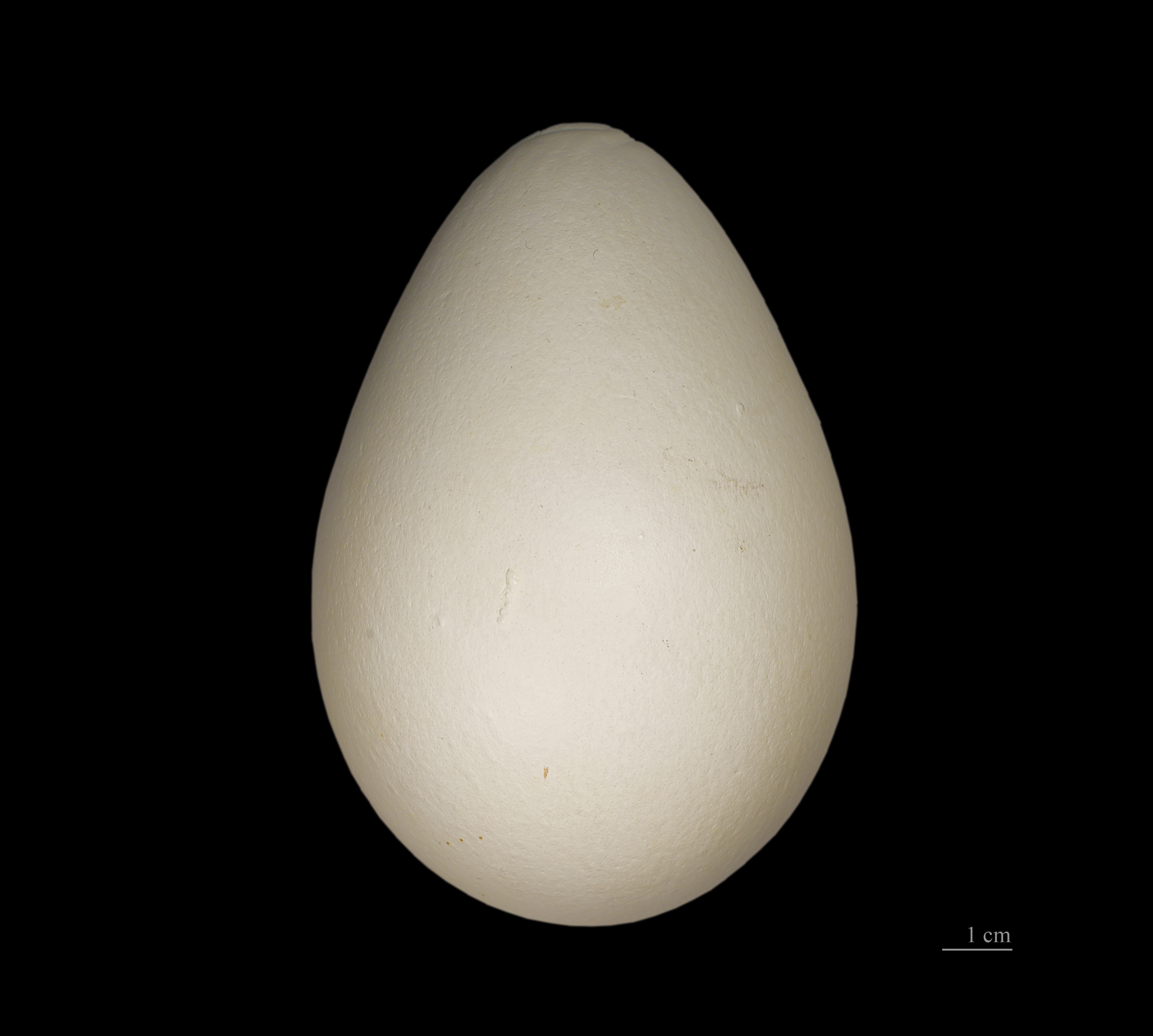
Ei eines Königspinguins

Der erste Zyklus beginnt im November, also im Frühsommer der Südhalbkugel, mit den Paarungsritualen. Im Dezember legt das Weibchen ein einzelnes, 310 Gramm schweres, grünlich-weißes Ei. Während der Brutzeit fällt den Elterntieren ein Teil der Beinfedern aus, damit das Ei engeren und damit wärmeren Kontakt zum Körper hat. Männchen und Weibchen bebrüten es im zwei- bis dreiwöchigen Wechsel während durchschnittlich 55 Tagen in einer Hautfalte, das nichtbrütende Elterntier geht in dieser Zeit auf ausgedehnte Futtersuche.
Nach dem Schlüpfen braucht das Jungtier weitere neun Monate lang elterlichen Schutz, Fürsorge und Ernährung. In den ersten dreißig bis vierzig Tagen bleiben die Jungvögel noch zwischen den Füßen ihrer Eltern, bis ihnen ein erstes Daunenkleid gewachsen ist und sie ihre Körpertemperatur selbst regulieren können. In der Aufzucht wechseln sich die Eltern in Abständen von 3 bis 14 Tagen ab, gelegentlich bilden die Küken auch Krippen, dann gehen beide Elternteile auf die Jagd. So kann es zu großen Futterpausen für die Jungen kommen, während des Winters können sich die Futterpausen auf bis zu drei Monate ausdehnen. In dieser Zeit können die Küken ohne Schaden zu nehmen bis zu 70 % ihres Körpergewichtes verlieren.
Erst nach 10 bis 13 Monaten erfolgt der Wechsel vom jugendlichen braunen Daunenschutz zum Erwachsenengefieder und schließlich die Loslösung des Jungvogels von seinen Eltern. Der zweite Brutzyklus beginnt nach einer Phase der Regeneration mit der Eiablage im Februar und dem Schlüpfen der Jungen im April. Königspinguine können je nach Lebensraum bis zu 20 Jahren alt werden.

## Forschung

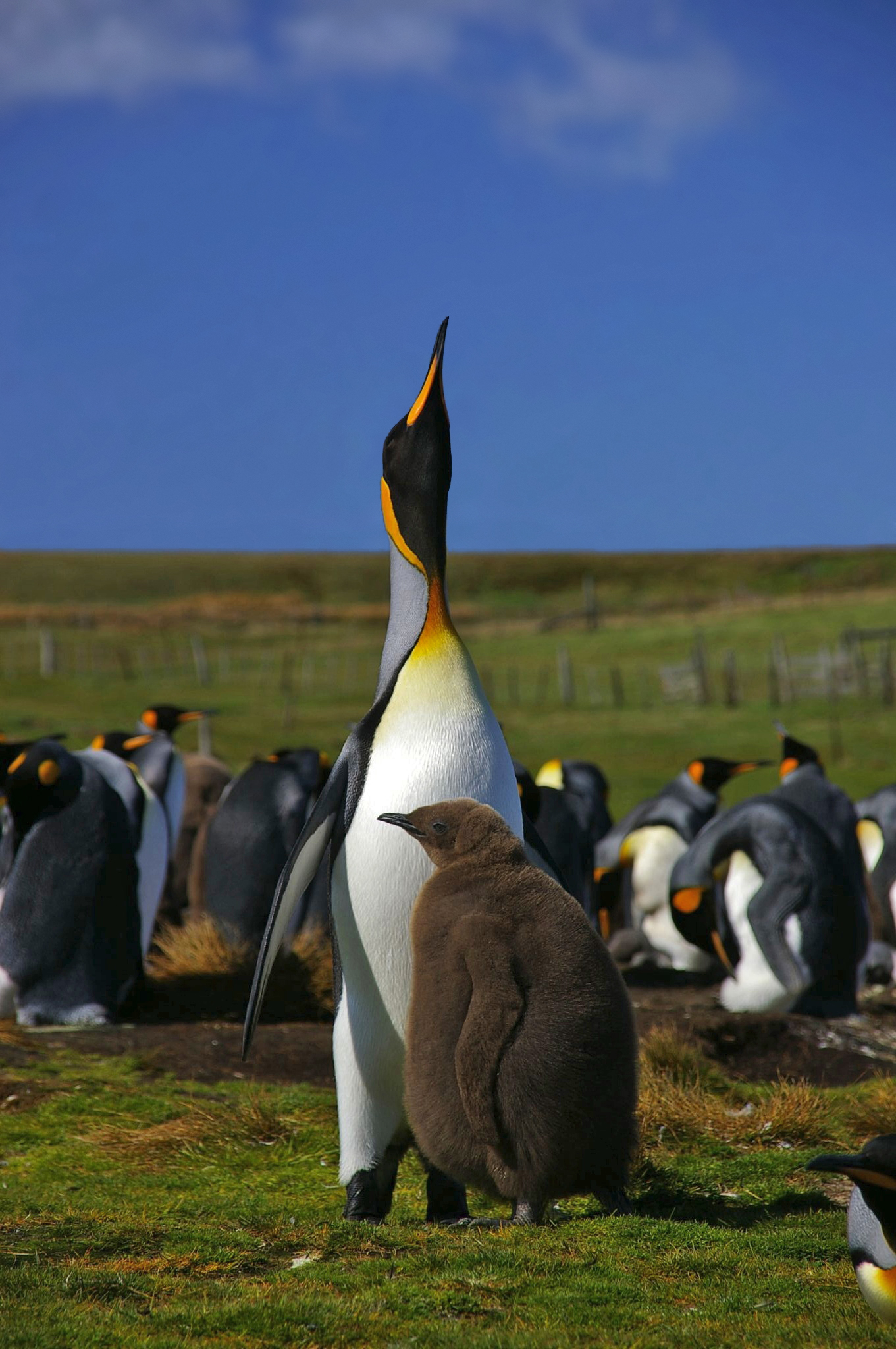
Königspinguine mit Nachwuchs im braunen Daunenkleid

Intensiv geforscht über den Königspinguin wird vor allem in Frankreich an den Instituten in Brest und Straßburg. Das Land verfügt mit den Crozetinseln und weiteren Subantarktik-Territorien über einen besonders guten Zugang. Auffällig ist jedenfalls, dass zahlenmäßig die meisten wissenschaftlichen Publikationen (KVK) über Königspinguine während der letzten Jahre in französischer Sprache erschienen.
Das „Zentrum für Ökologie und Energetische Physiologie“ der Universität Straßburg forscht über die Grenzen der natürlichen Anpassungsfähigkeit der Königspinguine unter den neuartigen Grenzbedingungen a) der weltweiten Überfischung und b) der globalen Erwärmung. Sie haben herausgefunden, dass eine Naturgrenze etwa nach zehn Tagen akut bedrohlich wird. Die Aptenodytes-Küken verhungern schlicht, wenn das sie ernährende und beschützende Elternteil länger als zehn Tage nicht von seinem Partner abgelöst wird.
Laut dem französischen Biologen und Pinguinspezialisten Pierre Jouventin, der das Forschungsinstitut und „Océanopolis“ in Brest evaluierte, liegt ihre Fischausbeute im Jahresvergleich doppelt so hoch wie die Gesamttonnage der französischen Fischerei. Problematisch findet er, dass wegen der verbesserten Reisebedingungen immer mehr Menschen und Schiffe auf den subantarktischen Inseln anlanden und mit ihnen weitere Tiere und Pflanzen in dieses Ökosystem eingeschleppt werden. Seine Arbeitsgruppe strebt daher an, dass seitens des Umweltministeriums ein Nationalpark oder ein internationales Schutzgebiet eingerichtet wird.
Die Bewegung von Königspinguinen an Land in Abhängigkeit vom Gewicht wurde an University of Roehampton in London untersucht. Die Pinguine wurden auf dem Laufband beobachtet. Es wurden wohlgenährte Pinguine ausgewählt, deren Lauf nach einer Hungerkur erneut analysiert wurde. Es zeigte sich, dass die Biomechanik des Gangs unabhängig vom Gewicht gleich blieb. Allerdings waren dicke Vögel insgesamt wackliger auf den Beinen, durch das Gewicht des Bauchs fielen sie nahezu bei jedem Schritt nach vorn, während schlanke Tiere sicheren Gang zeigten.

## Sonstiges
Ein prominenter Königspinguin ist Sir Nils Olav III., ein norwegischer Brigadegeneral ehrenhalber mit Wohnsitz in Edinburgh.
Das Tier ist ein Schildhalter beim Wappen des britischen Antarktis-Territoriums.
